# مورتن بيدرسن (لاعب كرة قدم)
مورتن بيدرسن (بالنرويجية البوكمول: Morten Pedersen)‏ (12 أبريل 1972 في النرويج - ) هو لاعب كرة قدم نرويجي في مركز الدفاع. لعب مع بوروسيا مونشنغلادباخ وترومسو إيدريتسلاغ ونادي بران ونادي بروندبي ونادي روسنبورغ ونادي غينت ونادي فوليرينغا.

## وصلات خارجية
- مورتن بيدرسن على موقع اتحاد النرويج (النرويجية)
- مورتن بيدرسن على موقع قاعدة بيانات كرة القدم.إي يو (الإنجليزية)
- مورتن بيدرسن على موقع بيانات كرة القدم. دي إي (الألمانية)
- مورتن بيدرسن على موقع عالم كرة القدم.نت (الإنجليزية)